# Bonoraella vadoni
Bonoraella vadoni är en skalbaggsart som beskrevs av Ruter 1978. Bonoraella vadoni ingår i släktet Bonoraella och familjen Cetoniidae. Inga underarter finns listade.